# السطح الحامل
السطح الحامل هو مصطلح يندرج تحت الهندسة الميكانيكية وهو يُشير إلى منطقة التلامس بين جسمين. فإنه عادة ما يُستخدم في الإشارة إلى المفاصل المغلقة والمحامل، ولكن يمكن تطبيقها على مجموعة متنوعة وواسعة من التطبيقات الهندسية.
مساحة الحمل على المسمار تُشير بشكل واسع إلى الجانب السفلي من الرأس. بالمعنى الدقيق للكلمة، منطقة الحمل تُشير إلى منطقة رأس المسمار بشكل مباشر على الجزء الذي يثبتها.
أما بالنسبة للحامل الأسطواني فمنطقته المتوقعة تكون عمودية على القوى المؤثرة عليها.
أما على الزنبرك فالسطح الحامل يُشير إلى مساحة السطح أعلى أو أسفل الزنبرك نسبةً للتلامس مع الجزء المقيد.
الطرق للأدوات الميكانيكية مثل الشرائح المتوافقة، مربع الطرق، وأنواع أخرى من الشرائح الآلية تعتبر تطبيقات على السطح الحامل.